# 唐佩弦
唐佩弦（英語：Pei Hsien Tang, 1930年10月—2013年4月12日）是一位中国血液学家，中国干细胞领域奠基人。

## 生平
1930年出生于上海，1957年毕业于北京协和医学院，后任职于中国人民解放军军事科学院军事医学研究院。1990年代末开始干细胞研究。
2013年4月12日在北京逝世，享年83岁。

## 荣誉
被选为第六届全国人民代表大会代表，1988年被授予少将军衔。